# Kangirsuk (terre réservée inuite)
Pour Kangirsuk (village nordique), voir Kangirsuk.
Kangirsuk est une terre réservée inuite du Kativik faisant partie de la région administrative Nord-du-Québec au Québec (Canada).